# روجرو برلام
روجرو برلام (انگلیسی: Ruggero Berlam؛ ۱۸۵۴ – ۱۹۲۰) یک معمار اهل ایتالیا بود.